# 154-та піхотна дивізія (Третій Рейх)
Дивізія № 154 (нім. Division Nr. 154) та пізніше 154-та піхотна дивізія (Третій Рейх) (нім. 154. Infanterie-Division) — піхотна дивізія Вермахту за часів Другої світової війни. У першому формуванні відносилась до категорії, так званих ерзац-дивізій (запасних) та участі в бойових діях не брала. 15 вересня 1942 перетворена на 154-ту резервну дивізію.
Наприкінці війни знов сформована та була розгромлена радянськими військами на території Чехословаччини у квітні 1945 року.

## Історія
154-та піхотна дивізія веде свою історію від сформованого 26 серпня 1939 року в Дрездені у IV-му військовому окрузі Командування запасних частин IV-го округу (нім. Kommandeur der Ersatztruppen IV), на базі якого 10 листопада була розгорнута 154-та дивізія (нім. 154. Division). 27 грудня 1939 року її перейменували на Дивізію № 154 (нім. Division Nr. 154).
Друге формування 154-ї піхотної дивізії сталося у лютому 1945 року шляхом перейменування 154-ї навчально-польової дивізії. Реорганізація з'єднання проводилася на території Богемії та Моравії у Глінсько та Остраві. Розгромлена у боях з Червоної армією військами 4-го Українського фронту на території окупованої Чехословаччини.

## Райони бойових дій
- Німеччина (грудень 1939 — вересень 1942);
- Чехословаччина (лютий — квітень 1945).

## Командування

### Командири
Дивізія № 154
- генерал-лейтенант Артур Больтце (нім. Arthur Boltze) (27 серпня 1939 — 31 травня 1942);
- генерал-лейтенант доктор філософії Фрідріх Альтріхтер (нім. Dr. Friedrich Altrichter) (31 травня — 15 вересня 1942);

154-та піхотна дивізія
- генерал-лейтенант доктор філософії Фрідріх Альтріхтер (11 лютого — 17 квітня 1945).

### Склад
| Червень 1940                                   | 1945                           |
| ---------------------------------------------- | ------------------------------ |
| 4-й запасний піхотний полк                     | 562-й гренадерський полк       |
| 223-й запасний піхотний полк                   | 563-й гренадерський полк       |
| 255-й запасний піхотний полк                   | 564-й гренадерський полк       |
| 256-й запасний піхотний полк                   | —                              |
| 4-й запасний артилерійський полк               | 1054-й артилерійський дивізіон |
| —                                              | 1054-й важкий батальйон        |
| —                                              | 1054-й протитанковий дивізіон  |
| 4-й запасний загін спостереження               | —                              |
| 10-й запасний розвідувальний батальйон         | —                              |
| 1-й запасний понтонно-мостовий батальйон       | —                              |
| 24-й запасний інженерний батальйон             | 1054-й інженерний батальйон    |
| 4-й запасний транспортний загін                | —                              |
| 24-й запасний загін перевезень та забезпечення | —                              |